# 周玲安
周玲安（英語：Betty Zhou, 1981年10月31日—）是一位中国演员和主持人。

## 生平
1981年出生于江苏，毕业于上海师范大学表演系，之后进入新加坡演艺圈，签约成为陶喆旗下艺人。2013年主持新浪《声色NBA》节目，2014年主持《NBA密探》节目，2015年担任CCTV6脱口秀节目《玲安对话好莱坞》。

## 家庭
前夫是派拉蒙全球副董事长Rob Moore。

## 影视作品

### 电影
- 2008年：功夫杀手
- 2012年：铁拳 (2012年电影)
- 2017年：限制級戰警：重返極限

### 电视剧
- 2007年：丽险记
- 2008年：主妇的假期
- 2009年：神探妙夫妻
- 2010年：错爱
- 2010年：好想再爱一次